# Tetragonopterus fischeri
Tetragonopterus fischeri és una espècie de peix d'aigua dolça la família dels caràcids i de l'ordre dels caraciformes.